# Richard Falck

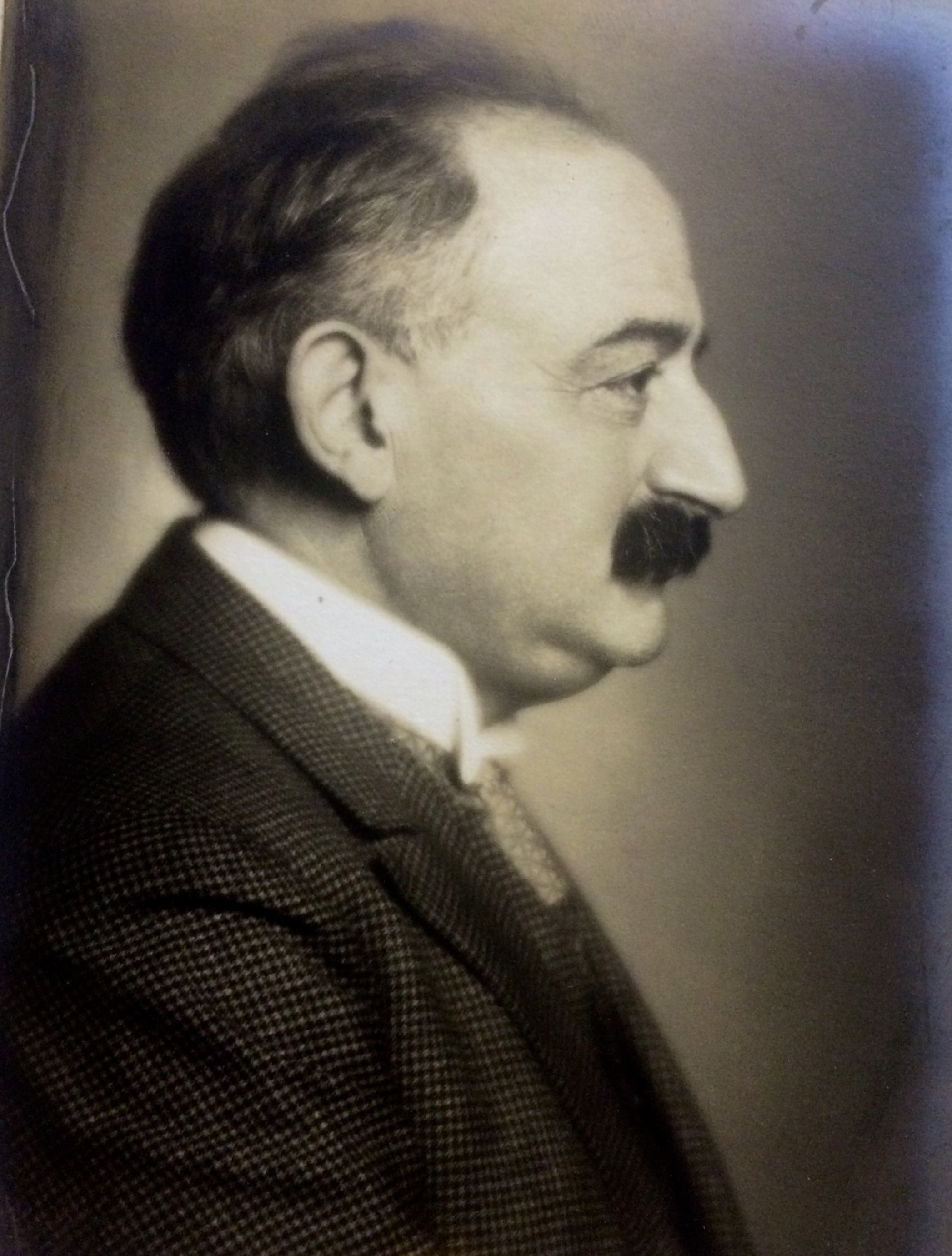
Richard Falck

Richard Falck (* 7. Mai 1873 in Landeck in Westpreußen; † 1. Januar 1955 in Atlanta, Vereinigte Staaten) war ein deutscher Mykologe.
Sein botanisch-mykologisches Autorenkürzel lautet „Falck“.
Nach einer Ausbildung zum Apotheker in Königsberg und danach zum Nahrungsmittelchemiker in Göttingen studierte er ab 1900 an der Universität Breslau bei Oscar Brefeld bis zur Promotion 1902. 1905 wurde er dessen Nachfolger, 1910 zum Professor für Technische Mykologie an der Forstakademie Hannoversch Münden berufen. Im gleichen Jahr heiratete er die Mykologin Olga Schenkalowski.
Als Jude und Demokrat stand er in der Weimarer Republik bereits seit 1920 unter erheblichen antisemitischen Anfeindungen und Boykottmaßnahmen der Studenten und Kollegen, die bis zur Aufhebung der Vorlesepflicht 1929 durch den preußischen Minister für Landwirtschaft, Domänen und Forsten, Heinrich Steiger führten. 1921 wurde gegen seine Stellung ein zweiter Mykologe, Eduard Jahn, berufen. Ein erster Fluchtversuch nach der nationalsozialistischen Machtübernahme scheiterte am 28. März 1933 am Verbot der Behörden, die Stadt zu verlassen. Sein Haus wurde von Studenten überwacht, sein Assistent Otto Reis verhaftet, später deportiert. Bereits vor seiner offiziellen Beurlaubung am 3. Mai 1933 sowie Entlassung als Beamter am 24. August 1933 emigrierte er 1933 über Rom nach Palästina. 3 Jahre darauf nahm er eine Stellung als wissenschaftlicher Berater der polnischen Staatsforstverwaltung an und musste nach Kriegsausbruch aus Warschau weiter in die Sowjetunion
fliehen. Seine Stationen dort waren Lemberg, Kiew und Chimski bei Moskau. Nachdem sich der Krieg auf die Sowjetunion ausweitete, floh er weiter nach Taschkent und Ashchabad. 1944 konnte er wieder nach Moskau zurückkehren, wo seine Frau verstarb. 1945 gelang es ihm nach vielen Mühen, nach Palästina einzureisen, wo er auf seine Tochter traf. 1946 fand er in Tiberias, 1948 in Haifa und von 1950 an bis zu seinem Tod in Atlanta eine Anstellung. Das deutsche Wiedergutmachungsverfahren begann 1947 mit der Wiedereinsetzung in die Rechte eines emeritierten Professors in Göttingen. Allerdings verzögerte sich die Zahlung der ihm zustehenden Bezüge bis 1954. Am 1. Januar 1955 verstarb er in Atlanta.
Richard Falck leistete viel zur Bekämpfung des Hausschwamms. Fungizide wie Xylamon gingen auf seine Forschungen zurück. 1923 fand er gemeinsam mit Edgar Wedekind ein frühes Antibiotikum, genau gesagt das fungistatische Sparassin, ein Methylester der Everninsäure, und zwar in Kulturen von Sparassis ramosa, einem Pilz ähnlich der Krausen Glucke.

## Schriften (Auswahl)
- Die Cultur der Oidien und ihre Rückführung in die höhere Fruchtform bei den Basidiomyceten. Aus dem pflanzenphysiologischen Institut der Universität Breslau. Nischkowsky, Breslau 1902 (Dissertation, Universität Breslau, 14. Juni 1902).
- 12 Hefte Hausschwammforschungen. 1907–1937 (Hauptwerk).

- Ernst Späth, Karl Jeschki: Über das Sparassol. In: Berichte der deutschen chemischen Gesellschaft (A and B Series). 57, 1924, S. 471–474, doi:10.1002/cber.19240570320. (Literaturbericht)